# Trận Popasna

Tù binh Ukraina ở Popasna

Trận Popasna là một cuộc giao tranh quân sự trong Chiến dịch miền Đông Ukraina như một phần của chiến dịch Donbas, trận chiến này bắt đầu vào ngày 3 tháng 3 năm 2022 và kết thúc vào ngày 7 tháng 5 năm 2022. Trận chiến Popasna hiện đã kết thúc với thắng lợi của phía Nga và phía Nga đã bắt được những tù nhân Ukraina ở Popasna. Popasna là một trung tâm khu vực quan trọng với nhiều nút giao thông đường bộ quan trọng đối với Lực lượng ly khai trong chiến tranh ở Donbas và cuộc tiến công của Nga trong chiến dịch miền Đông Ukraina như một phần của chiến dịch Nga xâm lược Ukraina. Các trận chiến kéo dài đã diễn ra trong suốt những năm xảy ra xung đột ở Donbas, với các cuộc đụng độ giữa lực lượng Ukraina và phe ly khai diễn ra thường xuyên hàng năm, trước cả cuộc tấn công toàn diện của Nga vào đầu năm 2022, các lực lượng Ukraina đã chiếm giữ một số khu định cư xung quanh khu vực tập trung này, bao gồm chính thành phố và các làng Troitske và Novooleksandrivka và các thị trấn như Hirske, Novotoshkivske và Zolote. Sau khi chiến thắng, quân Nga đã tiến từ hướng Popasna để tiến đến đợt tấn công tiếp theo tại trận Bakhmut đẫm máu.

## Diễn biến
Các cuộc đụng độ nhằm giành thành phố kiên cố này bắt đầu vào khoảng ngày 3 tháng 3 năm 2022. Theo phân chia khu vực, quân đội của Cộng hòa Nhân dân Luhansk (LPR) và Lực lượng Vũ trang Nga đã tiến công và chiếm được Kreminna xa hơn về phía bắc vào ngày 18 tháng 4 năm 2022. Sau đó, họ bắt đầu tiến về phía Popasna trên trục phía nam và Rubizhne dọc theo trục phía nam. Vào giữa tháng 4 năm 2022, quân đội Nga và LPR đã tiến hành các cuộc tấn công bằng pháo và không kích vào các vị trí của Ukraine ở khu vực Popasna. Khi các cuộc đụng độ và pháo kích tiếp tục diễn ra, thường dân sống ở khu vực tiền tuyến phải chạy xuống các tầng hầm để trú ẩn. Tuy nhiên, đến ngày 18 tháng 4 năm, theo Viện Nghiên cứu Chiến tranh của Anh, quân đội Nga đạt được rất ít tiến bộ trên thực địa. Theo các nguồn tin thân Nga, lực lượng Nga-LPR đã tiến hành thêm nhiều đợt pháo kích và tên lửa trong khu vực vào ngày 20 tháng 4 sau các cuộc phản công vào ban đêm của Ukraina. Cùng ngày, thủ lĩnh Chechnya Ramzan Kadyrov tuyên bố Hennadii Shcherbak một "người theo chủ nghĩa dân tộc Ukraina cộng tác với các giảng viên NATO" đã bị giết ở Popasna.
Vào ngày 21 tháng 4 năm 2022, Lữ đoàn cơ giới 24 của Ukraine, một trong những đơn vị chính bảo vệ khu vực này, tuyên bố đã xóa xổ một đơn vị 25 người lính đánh thuê nước ngoài thân Nga ngay trong đêm khi đụng độ diễn ra trong và xung quanh Popasna. Ông Oleksiy Danilov, người đứng đầu Hội đồng An ninh Quốc gia của Ukraine, cho biết Libya và Syria cung cấp tài liệu nhận dạng được cho là đã được thu hồi từ thi thể của các nạn nhân đơn vị này. Lữ đoàn cơ giới số 24 cho biết họ đã đẩy lùi thành công cuộc tấn công của họ và cho rằng các chiến binh là chiến binh nước ngoài của công ty quân sự tư nhân tập đoàn Wagner và công dân Nga gốc nông thôn. Ông Danilov cho biết Popasna vẫn nằm dưới sự kiểm soát hoàn toàn của Ukraina, tuy nhiên Chủ tịch Chính quyền khu vực Luhansk, Serhiy Haidai, cho biết giao tranh ác liệt vẫn tiếp tục diễn ra trong thành phố.
Vào ngày 22 tháng 4 năm 2022, ông Serhiy Haidai tuyên bố rằng quân đội Nga đã thất bại ở Popasna và Rubizhne, đồng thời, ông Haidai cho biết quân đội Nga và LPR kiểm soát 80% lãnh thổ Luhansk. Tuy nhiên, hai tuần sau, vào ngày 7 tháng 5 năm 2022, thành phố được cho là đã bị lực lượng đánh thuê Nga của Tập đoàn Wagner chiếm giữ. Thành phố này đã bị tàn phá dữ dội từ cuộc giao tranh và Lực lượng Chechen Kadyrovites bị nghi ngờ đã tham gia vào giai đoạn cuối của trận chiến. Ông Haidai xác nhận quân Ukraina đã rút lui an toàn. Vào ngày 7 tháng 5 năm 2022, ông Haidai ban đầu nói trên kênh Telegram của mình rằng người Nga chỉ kiểm soát một nửa thành phố nhưng sau đó thừa nhận lực lượng Ukraina đã rút lui an toàn khỏi Popasna. Đánh giá của phương Tây cho rằng Popasna hoàn toàn nằm dưới sự kiểm soát của Nga. Theo kênh Telegram thân Nga RIA FAN thì các lực lượng Nga và LPR bắt đầu thành lập một chính phủ mới do Nga hậu thuẫn trong thành phố và tiếp tục tiến về phía tây như một phần của cuộc tấn công lớn hơn là trận Bakhmut khốc liệt.